# Mindanaospinnenjager
De mindanaospinnenjager (Arachnothera flammifera) is een zangvogel uit de familie van de honingzuigers. Vaak wordt de soort nog beschouwd als een ondersoort van de kleine spinnenjager (A. longirostra) bijvoorbeeld door BirdLife International.

## Kenmerken
Net als de kleine spinnenjager is deze vogel ongeveer 15 cm lang met een zeer lange, iets gebogen snavel en olijfgroene bovendelen. Van onder lichter gekleurd. Deze soort heeft geen lichte wenkbrauwstreep en dus nauwelijks tekening op de kop. De borst en bovenkant van de buik zijn grijs en verder naar onder kleurt de buik geel en heeft deze soort vage oranje vlekken links en rechts op de flanken, vandaar de naam flammifera, dat zoiets betekent als drager van een gloed of vlam.

## Verspreiding en leefgebied
Het is een endemische vogelsoort voor de biogeografische regio Groot-Mindanao in de Filipijnen en telt twee ondersoorten:
- A. f. flammifera: Samar, Letye, Bohol, Dinagat en Mindanao.
- A. f. randi: Basilan.

Het leefgebied bestaat uit terrein met dicht struikgewas. De vogel is verder weinig kritisch in welk soort landschap deze ondergroei zich bevindt, dat kan zowel de randen van regenwoud zijn, als zwaar aangetast bos, mangrove of agrarisch gebied. Meestal in laagland.

## Status
De mindanaospinnenjager wordt niet als een aparte soort beschouwd op de Rode Lijst van de IUCN en heeft daardoor dezelfde status als de kleine spinnenjager. Dat is een niet bedreigde soort waarvan men vermoedt dat de populatie-aantallen stabiel blijven.